# Ходжагельдиєв Язгули Бердимухаммедович
Язгули Бердимухаммедович Ходжагельдиєв (туркм. Ýazguly Berdimuhammedowiç Hojageldyýew, нар. 27 лютого 1977) — туркменський футболіст, що грав на позиції півзахисника. По завершенні ігрової кар'єри — тренер. З 2017 року очолює тренерський штаб збірної Туркменістану.

## Ігрова кар'єра
У дорослому футболі дебютував 1998 року виступами за команду клубу «Балкан», в якій провів два сезони. 
Протягом 2002 року захищав кольори команди клубів «Копетдаг» та «Каракум», а 2003 року повернувся до клубу «Балкан». Цього разу провів у складі його команди три сезони.
2005 року перейшов до клубу «Єдиген», за який відіграв 3 сезони. Завершив професійну кар'єру футболіста виступами за команду «Єдиген» у 2007 році.

## Кар'єра тренера
2006 року очолив тренерський штаб клубу МТТУ, де пропрацював з 2006 по 2013 рік. Під його керівництвом клуб тричі був чемпіоном Туркменістану, тричі завойовував Кубок Президента Туркменістану і двічі Суперкубок Туркменістану.
В лютому 2010 року Язгули Ходжагельдиєв очолив збірну Туркменістану. Під його керівництвом збірна вирушила на Шрі-Ланку, для участі у фінальному турнірі Кубка виклику АФК 2010 року. На турнірі збірна вперше пробилася у фінал Кубка, програвши в підсумковому матчі КНДР в серії післяматчевих пенальті.
У березні 2011 року національна збірна Туркменістану успішно вийшла у фінальний раунд Кубка виклику АФК 2012, обігравши Пакистан, Тайвань та зігравши внічию з Індією на відбіркових змаганнях у Куала-Лумпурі.
Влітку 2011 року першому відбірковому матчі на чемпіонат світу 2014 року проти Індонезії, збірна почала з нічиєї в Ашгабаді (1:1), але прикра поразка в гостях з рахунком 3:4 вибила збірну з боротьби за право поїхати на «мундіаль».
Взимку 2012 року збірна зібралася на збори в Туреччині. Для підготовки до Кубка виклику АФК 2012 року збірна Язгули Ходжагельдиєва провела товариський матч з Румунією, в результаті якого туркмени розгромно поступились 0:4. А вже у березні 2012 року збірна вирушила в Катманду, для участі у фінальному турнірі Кубка виклику. Вона обіграла господарів турніру, Непал (0:3) і збірну Мальдів (3:1), матч з Палестиною закінчився нульовою нічиєю і дозволив вийти в плей-оф з першого місця. У півфіналі туркменці обіграли Філіппіни (2:1), але у фіналі команда Ходжагельдиєв вдруге поспіль поступилась КНДР, на цей раз з рахунком 1:2
.
З 2014 року став головним тренером ашгабатського «Алтин Асира», який в перший же сезон привів команду до дебютної для клубу перемоги в чемпіонаті. В подальшому виграв з клубом ще чотири чемпіонства поспіль, а також  два рази національний Кубок та чотири рази Суперкубок.
На початку 2017 року, продовжуючи працювати з клубом, знову очолив тренерський штаб збірної Туркменістану. З цією командою лише вдруге у історії збірної пройшов відбір на Кубок Азії 2019 року і повіз команду на континентальну першість в ОАЕ.

## Досягнення
- Туркменістан
  - Фіналіст Кубка виклику АФК: 2010,2012
- МТТУ
  - Чемпіон Туркменістану: 2006, 2009, 2013
  - Срібний призер чемпіонату Туркменістану: 2007, 2008, 2011
  - Володар Кубка Туркменістану: 2006; 2011
  - Фіналіст Кубка Туркменістану: 2008
  - Володар Суперкубка Туркменістану: 2005, 2009
  - Півфіналіст Кубка Співдружності: 2010
- Алтин Асир
  - Чемпіон Туркменістану: 2014, 2015, 2016, 2017, 2018, 2019, 2020, 2021
  - Володар Кубка Туркменістану: 2015, 2016, 2019, 2020.
  - Володар Суперкубка Туркменістану: 2015, 2016, 2017, 2018, 2019, 2020, 2021